# Słupiec (gromada w powiecie noworudzkim)
Słupiec – dawna gromada, czyli najmniejsza jednostka podziału terytorialnego Polskiej Rzeczypospolitej Ludowej w latach 1954–1972.
Gromady, z gromadzkimi radami narodowymi (GRN) jako organami władzy najniższego stopnia na wsi, funkcjonowały od reformy reorganizującej administrację wiejską przeprowadzonej jesienią 1954 do momentu ich zniesienia z dniem 1 stycznia 1973, tym samym wypierając organizację gminną w latach 1954–1972.
Gromadę Słupiec z siedzibą GRN w Słupcu (obecnie w granicach Nowej Rudy) utworzono – jako jedną z 8759 gromad na obszarze Polski – w powiecie kłodzkim w woj. wrocławskim, na mocy uchwały nr 17/54 WRN we Wrocławiu z dnia 2 października 1954. W skład jednostki wszedł obszar dotychczasowej gromady Słupiec ze zniesionej gminy Bożków w tymże powiecie.
13 listopada 1954 (z mocą obowiązującą wstecz od 1 października 1954) gromada weszła w skład nowo utworzonego powiatu noworudzkiego w tymże województwie, gdzie ustalono dla niej 27 członków gromadzkiej rady narodowej.
1 stycznia 1959 gromadę Słupiec zniesiono w związku z nadaniem jej statusu osiedla. 1 stycznia 1967 osiedle Słupiec otrzymało status miasta, a 1 stycznia 1973 miasto Słupiec włączono do Nowej Rudy.